# 龙骨

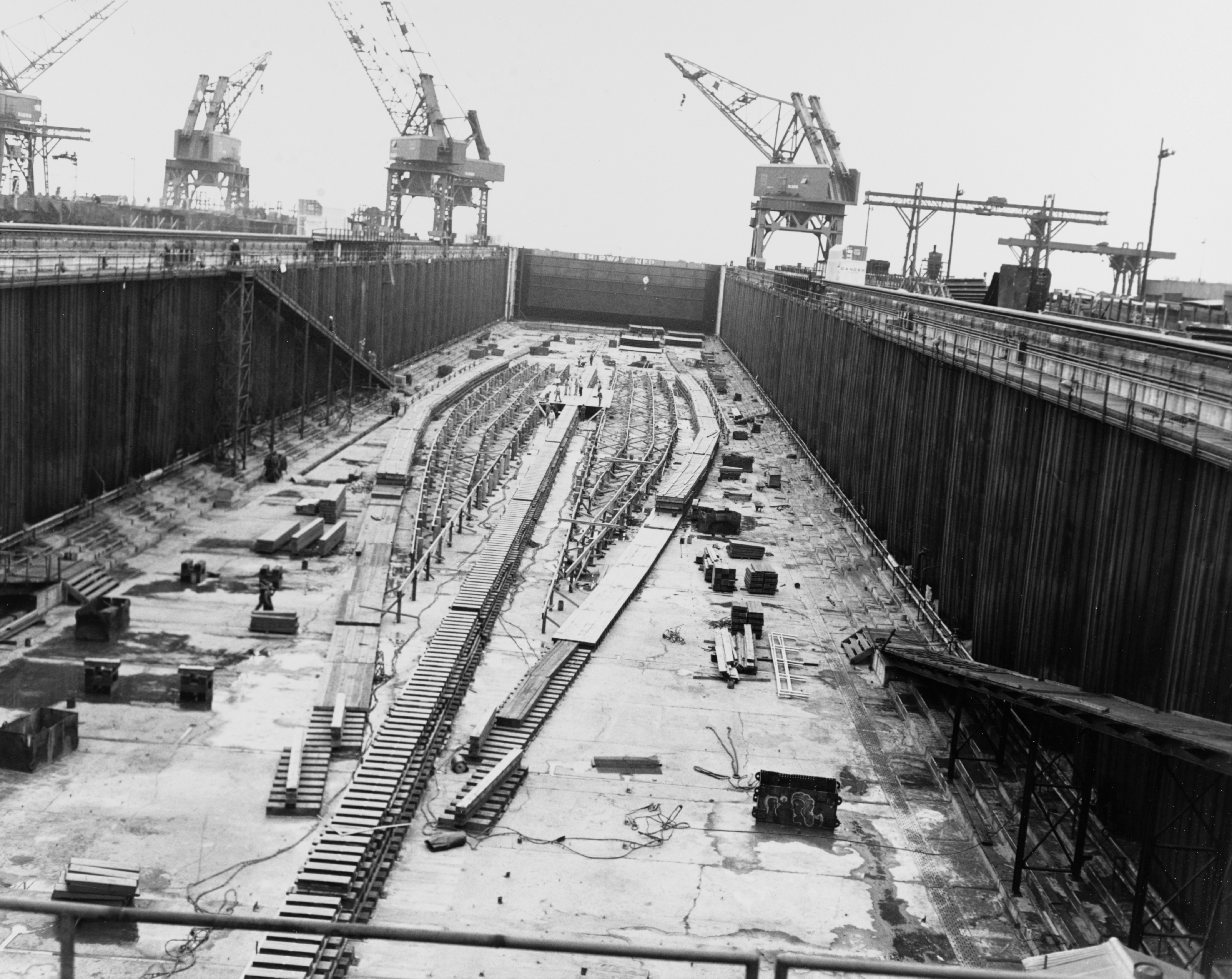
- 美國號航空母艦在旱塢中安放龍骨

龙骨（英語：Keel）是船、汽艇或小舟的最重要的承重结构，它位于船的底部。在龙骨的上面有横过的船肋加固。船首和船尾，龙骨绕过艏柱。龙骨通常是船壳第一个被建造的部分。龙骨的铺设是造船过程中最重要的事情。
除了承重外，龙骨还有流体动力学上的作用。它扩大了船的侧面面积，提高了船在水中的并联阻抗，防止了侧风转向。这对逆风航行尤为重要。在帆船，龙骨会受到中部或是骨架边的斜撑的支持。
龙骨还对船的重量稳定有重要作用，减少了船的倾斜或是反向转动。

## 帆船龙骨
在有龙骨的帆船中，它有两个重要作用。一是用来防止帆船横向漂移，另一个就是保持帆船的稳定，具有压舱物的作用。

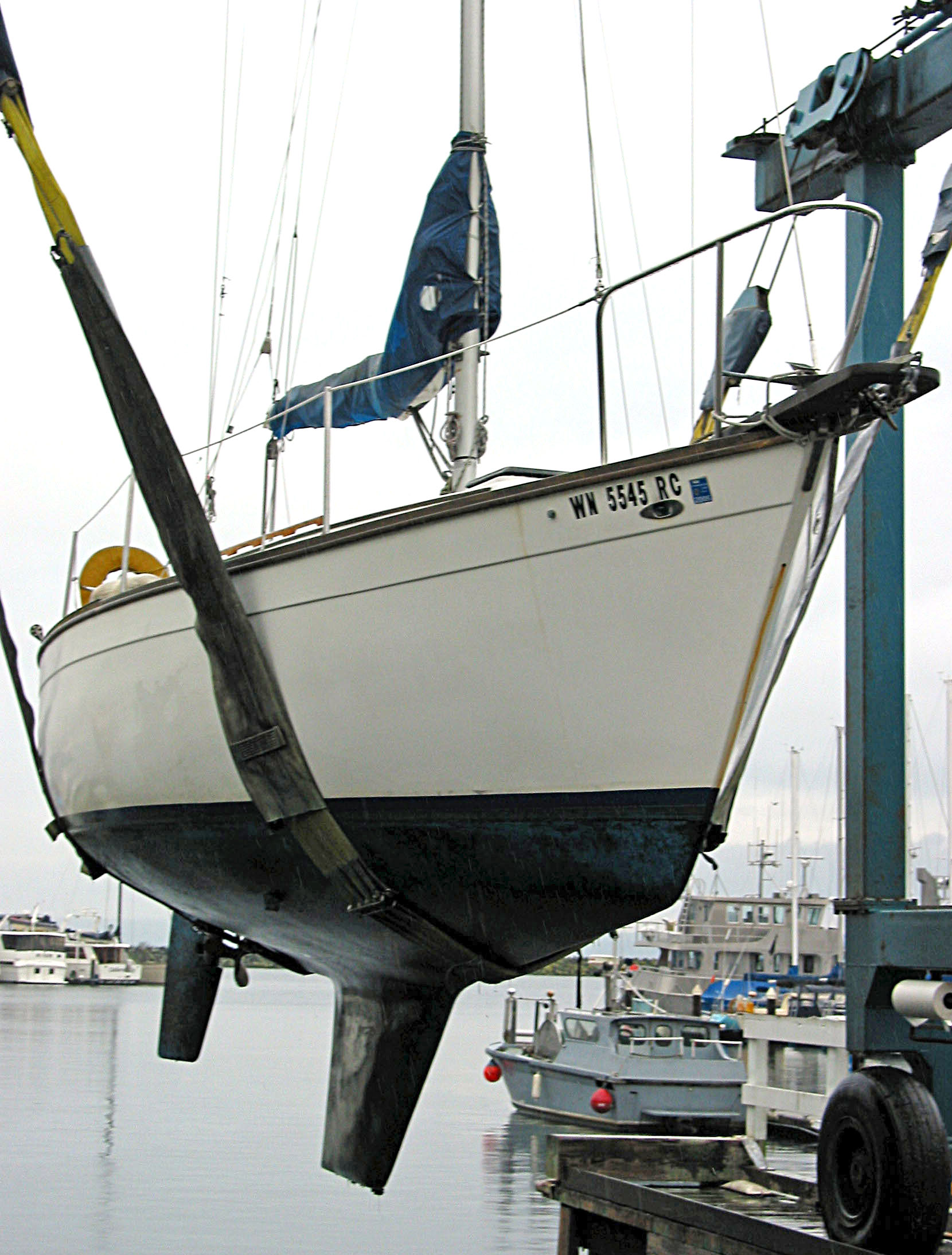
帶鰭狀龍骨風帆游艇

侧倾时帆船龙骨的橫向阻力效應。

龍骨的扶正作用，其中a是浮力中心，G是重心(假設的例子)。

帆船龙骨的样子看起来跟中插板比较像，而且它的第一个作用跟活动船板也是一样的。它和活动船板最大的不同是它一般是用很重的材料制做的，从而起到了稳定船身的作用。大多数帐船龙骨是固定的，如果是活动的话，一般也是用绞盘来收放的。